# Вай Чінг Мау
Вай Чінг Мау (англ. Ching Maou Wei, 14 листопада 1985) — американський плавець.
Учасник Олімпійських Ігор 2012 року, де в попередніх запливах на дистанції 50 метрів вільним стилем посів 51-ше місце і не потрапив до півфіналів.